# Jeep Comanche
Jeep Comanche – samochód osobowy typu pickup klasy średniej produkowany pod amerykańską marką Jeep w latach 1985 – 1992.

## Historia i opis modelu

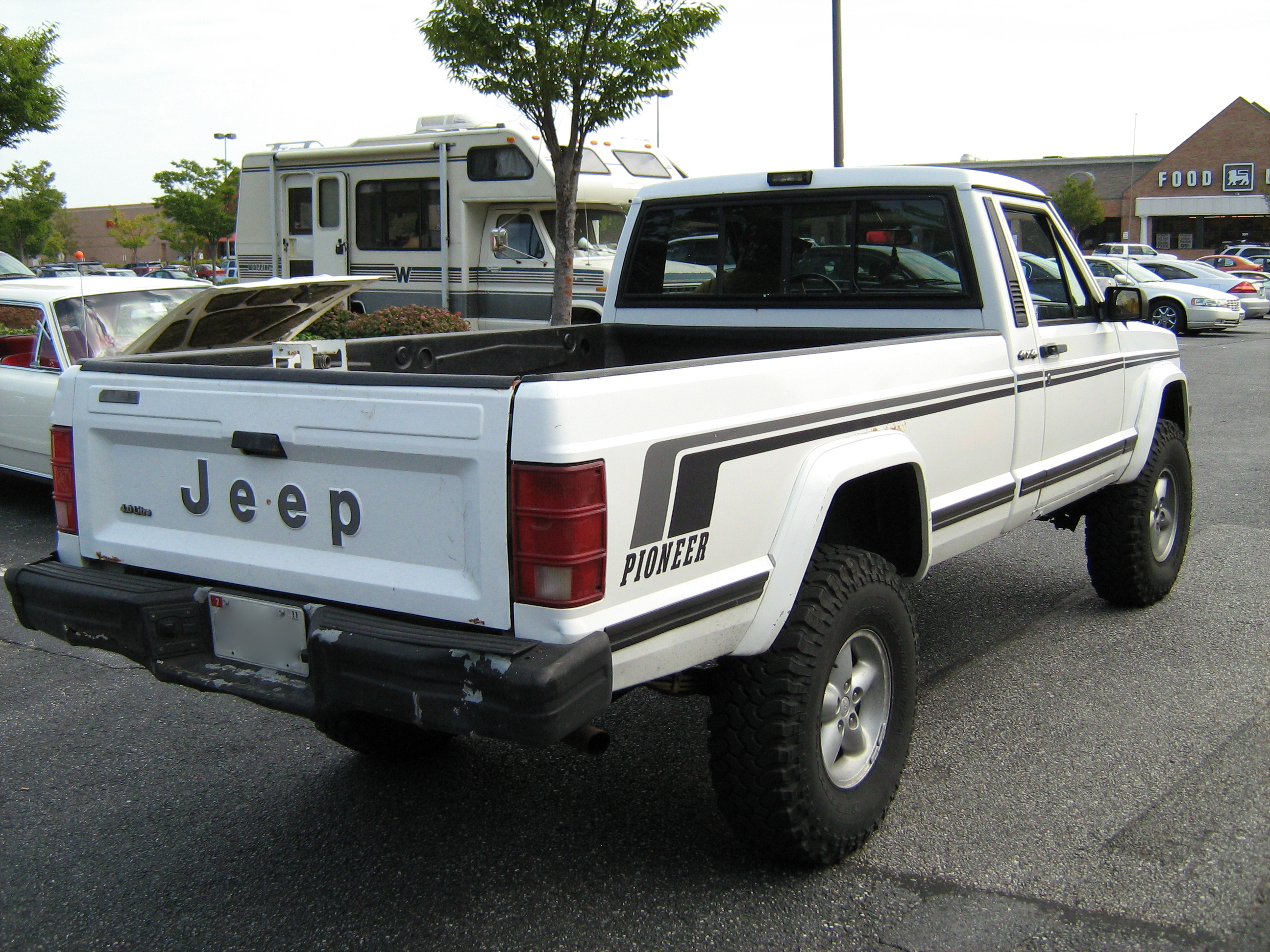
Jeep Comanche - tył

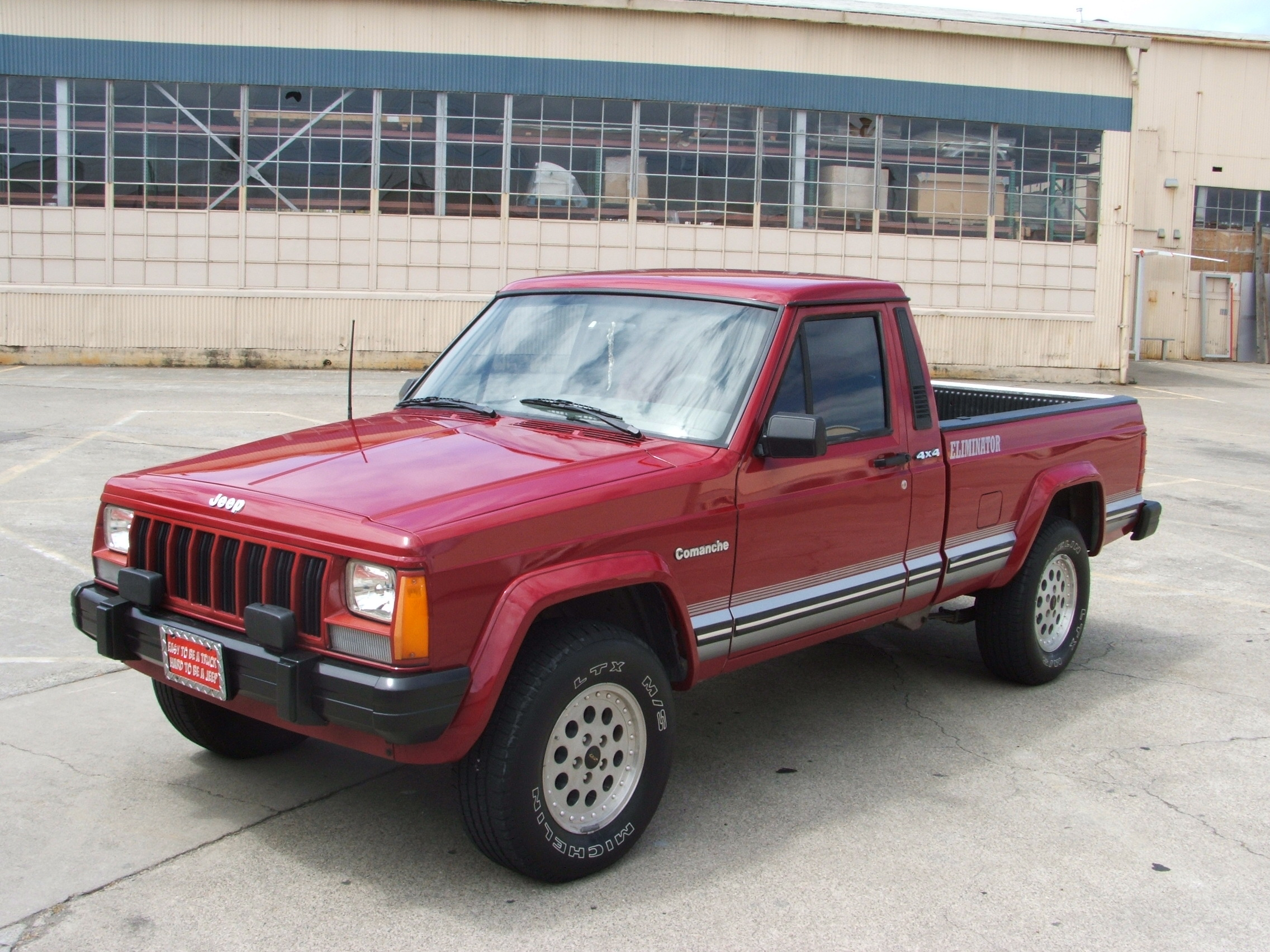
Jeep Comanche Eliminator

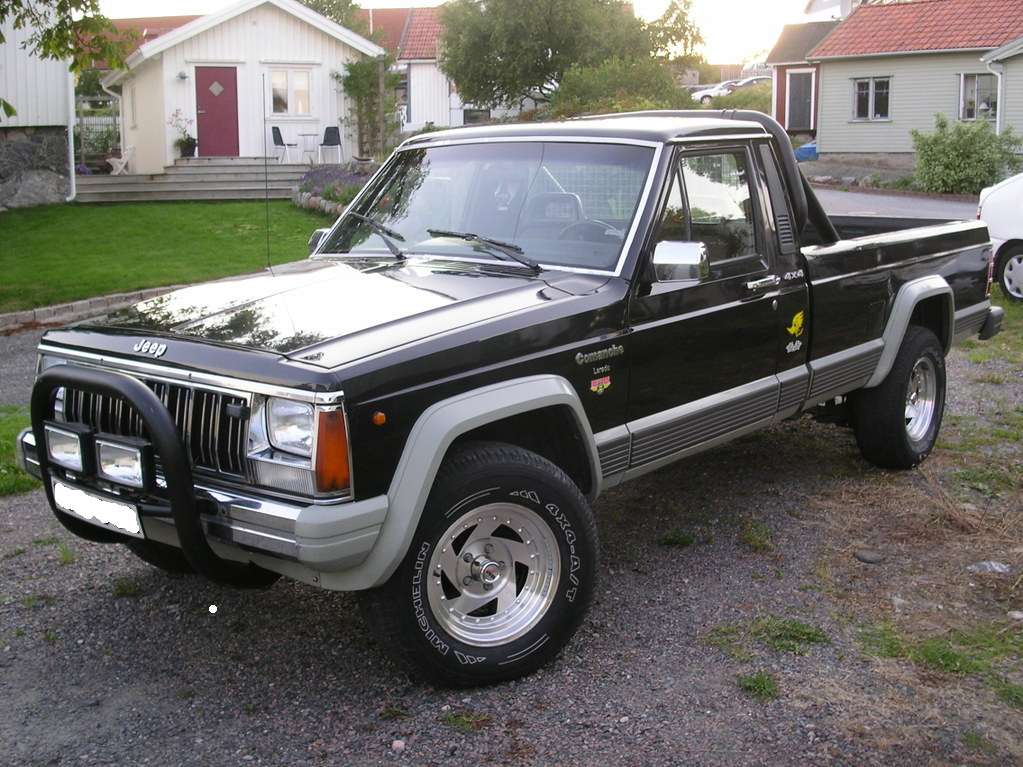
Jeep Comanche Laredo

Późnym latem 1985 roku Jeep przedstawił nowego, średniej wielkości pickupa opartego na bazie drugiej generacji modelu Cherokee. Jeep Comanche wyróżniał się kanciastą sylwetką, dzieląc z pokrewnym modelem taki sam wygląd pasa przedniego, kształt drzwi, a także wystrój kabiny pasażerskiej. 
Podczas trwającej 7 lat produkcji Jeepa Comanche samochód oferowany był w różnych wariantach wyposażeniowych, które determinowały także wygląd nadwozia, a także jego prześwit i długość. W ten sposób, poszczególne egzemplarze mogły w głębokim stopniu odróżniać się wizualnie. Comanche oferowany był tylko z pojedynczą kabiną, charakteryzując się podłużnym przedziałem transportowym.
Po zakończeniu produkcji w 1992 roku, Jeep wrócił do produkcji pickupa dopiero 26 lat później, w 2018 roku za pomocą większego modelu Gladiator.

### Wersje wyposażenia
- Custom
- X
- XLS
- Base
- Chief
- Laredo
- Pioneer
- Eliminator

### Silniki
- L4 2.1l Renault
- L4 2.5l AMC
- L6 4.0l AMC
- V6 2.8l LR2